# Pożar w hotelu Soma w As-Sulajmanijja
Pożar w hotelu Soma w As-Sulajmanijja do którego doszło wieczorem 15 lipca 2010 w mieście As-Sulajmanijja, w północno-wschodnim Iraku. 
Do pożaru doszło ok. godziny 22:30 czasu miejscowego. Budynek hotelu w mieście As-Sulajmanijja zapalił się. Pożar szybko rozprzestrzeniał się aż w końcu strawił cały budynek. Początkowo mówiło się o 30 ofiarach i 18 rannych, jednak po opanowaniu pożaru strażacy odnajdywali kolejne szczątki ofiar. W wyniku pożaru śmierć poniosło około 40 osób, ponad 30 zostało rannych. Wśród 30 rannych było 16 kobiet. Na razie dokładnie nie wiadomo, co mogło być przyczyną pożaru. W tej sprawie wszczęto postępowanie.